# التهاب الدماغ المناعي الذاتي
التهاب الدماغ المناعي الذاتي (بالإنجليزية: Autoimmune encephalitis)‏ هو نوع من التهاب الدماغ، والذي قد يحدث نتيجةً لمجموعةٍ من الأمراض المناعية الذاتية والتي تتضمن:
- التهاب راسموسن الدماغي
- ذئبة حمامية شاملة
- مرض بهجت
- اعتلال هاشيموتو الدماغي
- التهاب الدماغ الحوفي المناعي الذاتي[1]
- رقاص سيدنهام